# José Víctor Mejía De León
José Víctor Mejía de León fue un militar, piloto aviador y geógrafo guatemalteco; fue el primer aviador de Guatemala. Obtuvo la orden del Quetzal entre muchos otros premios y fue socio fundador de la Sociedad de Geografía e Historia de Guatemala.

## Reseña biográfica
Nació el 24 de mayo de 1877, en la Ciudad de Guatemala; era hijo del capitán José Gabriel Mejía y de Guadalupe de León.
Al sentar plaza de cadete en la antigua Escuela Politécnica -escuela militar de Guatemala- con el número 550 de antigüedad, el 17 de enero de 1891, hizo su ingreso en la carrera de las Armas, a la que tantas glorias y prestigio diera. Durante sus estudios destacó como estudiante distinguido, aprovechando las enseñanzas que tuvo a su alcance en el ciclo de formación militar, que finalizó el 8 de junio de 1895, fecha en que recibió el título de Oficial Graduado del Ejército y el Despacho de Subteniente de Infantería.

## Ascensos
Uno a uno fue promovido a grados superiores, los que fueron conferidos en las siguientes fechas:
- Teniente, el 8 de agosto de 1898
- Capitán el 21 de septiembre de 1900
- Comandante -equivalente a Mayor- el 12 de agosto de 1901
- Teniente coronel, el 21 de abril de 1904
- Coronel el 21 de julio de 1906
- General de Brigada, el 10 de junio de 1922
- General de División, el 18 de mayo de 1929.

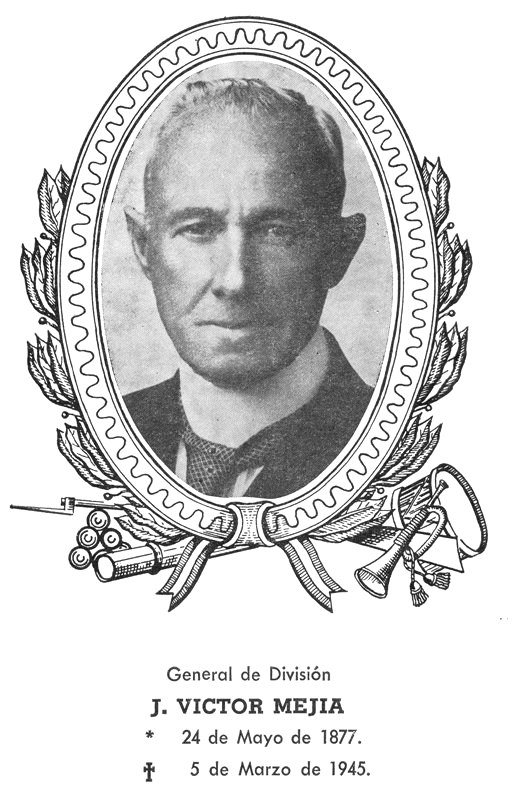
General de división José Víctor Mejía

## Carrera pública

### Con el rango de subteniente
- Oficial ayudante en la Comisión de Límites con México, del 4 de septiembre de 1895 al 30 de mayo de 1897, dedicado a labores de Gabinete y a trabajos de campo. En 1895 hubo un convenio entre el ministro de Guatemala en México, Sr. Emilio de León y el gobierno mexicano y se organizó una nueva comisión guatemalteca.  En esta oportunidad, el jefe de la comisión fue el ingeniero Claudio Urrutia y sus colaboradores fueron los ingenieros Manuel Amézquita, Fabián Ortiz y Ricardo Walker, junto con los subtenientes Rafael Aldana, Abraham Flores, Francisco Reyes y Mejía De León como ayudantes.  En septiembre de ese año se hicieron presentes en la cabecera del Petén en donde ser reunieron con la comisión mexicana. Luego de estudiar las diversas líneas trazadas por ambas comisiones, se llegó al convenio definitivo en enero de 1896, cuando se construyeron quince monumentos que demarcaban la frontera.[1]
- Oficial de la Corte Suprema de Justicia de mayo a octubre de 1897.
- Instructor militar de las Milicias de Jalapa, del 22 de octubre de 1901 al 10 de septiembre de 1904.
- Segundo jefe del batallón Guardia de Honor, del 11 de septiembre de 1904 al 1 de enero de 1906.
- Instructor de las academias de Jefes y Oficiales y de las Escuelas de Sargentos y Cabos del departamento de Jalapa del 2 de enero al 27 de mayo de 1906.

### Con el rango de comandante
El 27 de mayo de 1906 fue nombrado Jefe del Batallón «Jalapa», para trasladarlo a la capital de la República, con el fin de equiparlo y ponerlo en pie de guerra, asumiendo en seguida, el Comando del Segundo Batallón «Jalapa», con el cual marchó como Primer Jefe a la frontera de El Salvador, país con el que Guatemala se declaró en estado de guerra, en la cual participó el Mayor Mejía, habiendo tomado parte en las acciones de armas de «El Pajonal», «Valle de Santiago», «Las Flores» y «Llano de Gamboa», que se llevaron a cabo del 12 al 17 de julio de 1906.

### Con el rango de general
- Jefe Político y Comandante de Armas de los departamentos de Chimaltenango, Jalapa, Retalhuleu, Escuintla, Sololá y Alta Verapaz.
- Jefe del fuerte de Matamoros
- Jefe de la Guardia de Honor.
- Jefe del Cuerpo de Aviación Militar

### Otros cargos
- Director general de Contribuciones.
- Subsecretario de fomento
- Director de la Escuela Práctica para Varones
- Vocal de la Corte Suprema de Justicia, organizada en Corte Marcial.

## Comisiones
Innumerables comisiones le fueron confiadas, entre las que figuran:
- Secretario de la Fiscalía Militar Específica y de los Consejos de Guerra que se organizaron en la plaza de Jalapa, con ocasión de la revolución que estalló en el oriente del país, acaudillada por José León Castillo, en octubre de 1897 -funciones que ejerció cuando marchó a ese departamento agregado al Cuerpo Jurídico Militar-.
- Profesor de la Escuela Nacional Central para Varones y de la Escuela de Comercio.
- Director general de Aeronáutica Civil, cargo que ejerció colateralmente con el de Jefe del Cuerpo de Aviación Militar.
- Miembro de la Delegación de Guatemala a las fiestas del Centenario de la Independencia de la República de México, el 16 de septiembre de 1910.
- Jefe del Estado Mayor, del General del Ejército de los Estados Unidos de América Georghe G. Davis, durante las visitas que este funcionario hizo a Guatemala en el año 1908.

## Distinciones
Circundado con una aureóla de prestigio por sus notables ejecutorías como soldado, su singular talento y su valor científico, se hizo acreedor de múltiples recompensas que premiaron esa gama de relevantes cualidades que le distinguieron en la vida, producto fecundo de su saber e inteligencia, recibiendo por todo ello, los honores siguientes:
- Medalla de Oro por Méritos en Campaña, otorgada por el presidente de la República, licenciado Manuel Estrada Cabrera, por acuerdo del 21 de julio de 1906, después de la campaña de ese año.
- Medalla "Palmas Académicas", otorgada por el Gobierno de Francia. Cruz de Mérito Militar de I Clase, otorgada por el Gobierno de México.
- Medalla de honor al Mérito Intelectual, confederada por la Escuela Politécnica e instituida para premiar a los autores por sus obras literarias.
- Certificación extendida por el General David Barrientos Ruiz, Jefe de la Brigada a la que pertenecía, destacando su valor y pericia con que se distinguió en la campaña de 1906.
- Miembro de las siguientes instituciones científicas:
  - Universidad Hispanoamericana de New York, de la National Society de Washington
  - Instituto Indigenista de México
  - Centro Agustín Aspiazu de Bolivia
- socio fundador de la Sociedad de Geografía e Historia de Guatemala.

El 19 de mayo del 2003 según el acuerdo gubernativo número 312-2003 el Ministerio de la Defensa Nacional acuerda que la Fuerza Aérea Guatemalteca, se denominará Comandancia de la Fuerza Aérea Guatemalteca «General José Víctor Mejía» en su nombre.

## Publicaciones
- El Petén,[b]
- Geografía Descriptiva de Guatemala primera y segunda ediciones
- Nociones de Geografía para Enseñanza Primaria
- Lecciones de Aritmética Objetiva
- Lecciones de Geometría y Trigonometría
- Monografía del departamento de Jalapa
- Geografía Comercial
- Geografía Médico-Militar de Guatemala

Autor de la primera Carta Aérea, elaborada por Guatemala en la que figuraban los campos de aviación con sus dimensiones, orientación, vías de comunicación, etc.
El General Mejía colaboró en varias revistas científicas y literarias del país con la madera de escritor que le fue peculiar, fue también Director de la Revista Militar de Guatemala a cuya labor se consagró durante varios años.

## Vida personal
Quienes le conocieron se expresan de él con las frases más elogiosas, presentándolo como el jefe que también supo ser amigo de sus subalternos. Estuvo casado con Clara Arriola de Mejía, con quien tuvo a sus hijos Guadalupe y Víctor Manuel Mejía Arriola.
Una penosa dolencia lo postró en su lecho de enfermo, hasta su muerte el 5 de marzo de 1945 en la ciudad de Guatemala. Sus restos mortales recibieron sepultura en el Cementerio General de la ciudad capital con los honores militares que le correspondían por su alta jerarquía.

## Comando Aéreo Regional
El 19 de mayo del 2003 se efectuó una reorganización de la Fuerza Aérea Guatemalteca en tres comandos aéreos regionales:
- Comandancia de la Fuerza Aérea Guatemalteca «General José Victor Mejía», situada en La Aurora, Ciudad de Guatemala, y cubriendo los departamentos de Guatemala, Baja Verapaz, Alta Verapaz (al sur de la sierra de Chamá), Izabal, Zacapa, Jutiapa, Chiquimula, El Progreso, Chimaltenango, Sacatepéquez, Sololá, Totonicapán, Quiché (excepto Ixcán) y Huehuetenango.
- Base Aérea del Norte «Teniente Coronel Danilo Eugenio Henry Sánchez» situada en el aeropuerto de Santa Elena, y cubriendo el departamento de Petén, y el norte de los departamentos de El Quiché y Alta Verapaz.
- Base Aérea del Sur «Coronel Mario Enrique Vásquez Maldonado» situada en Retalhuleu, y cubriendo los departamentos de Quetzaltenango, San Marcos, Retalhuleu, Suchitepéquez, Escuintla, Santa Rosa y Jalapa.